# Керкион
Керкион (грч. Κερκύων) је у грчкој митологији било име више личности.

## Етимологија
Име Керкион има значење „вепров реп“.

## Митологија
1. Био је чувени рвач и бандит, Посејдонов (и Амфиктионове кћерке, према Паусанији[2]), Хефестов (према Хигину[2]) или Бранхов син[3] који је пресретао пролазнике између Елеусине и Мегаре, те их присиљавао да се са њим такмиче у рвању до смрти. Ипак, у сукобу са Тезејем је изгубио. Тезеј га је подигао увис и бацио на земљу, те је Керкион издахнуо.[4] Ову борбу је посматрала богиња Деметра, којој је било драго што се баш тако завршила. Тезеј се није толико ослањао на снагу, колико вештину, те се сматра идејним творцем вештине рвања и правила која до тада нису била позната.[1] Керкион је био суров и према сопственој деци. Убио је кћерку Алопу када је сазнао да је Посејдону родила Хипотонта.[4] Према неким изворима, након што га је убио, Тезеј је силовао његову кћерку Алопу, а Хипотонт (или Хипотој) је заправо био Керкионов син.[5]
2. Према Паусанији, Агамедов син, чији је син био Хипотој, који је постао краљ Аркадије, пошто се Агапенор није вратио из тројанског рата.[5] Заједно са оцем и полубратом Трофонијем био је један од најславнијих архитеката Хеладе и они су заједно изградили многе велелепне грађевине попут Аполоновог храма у Делфима. Међутим, када су градили ризницу за елидског краља Аугија, направили су и камени пролаз који су могли касније да помере и покраду краља. Међутим, краљ је ухватио Агамеда, а Керкион је побегао у Атину.[4]

## Тумачење
Према Роберту Гревсу, приче о Скиру и Керкиону засноване су на збирци икона које приказују бацање светог краља као фармакоса са Беле стене. Призор који се објашњавао као Тезејево рвање са Керкионом приказује како фармакоса његов наследник гура ка провалији, док свештеница (богиња) то посматра са усхићењем (као на теракоти краљевске колонаде у Атини, о чему је извештавао Паусанија). Име Керкион у вези је са култом свиње. То је случај и са његовим родитељима; Бранх значи гроктање, а
Агриопа је синоним за Фају.